# Великоніг папуанський
Великоніг папуанський (Megapodius decollatus) — вид куроподібних птахів родини великоногових (Megapodiidae).

## Таксономія
Вид був описаний під назвою Megapodius affinis нічецьким зоологом Адольфом Бернгардом Маєром в 1874 році з двох зразків, зібраних на південно-західному узбережжі затоки Чендравасіх. Ці дві тушки зберігалися в колекції Дрезденського державного зоологічного музею, але одна була знищена під час Другої світової війни. У дослідженні 2019 року, вцілілий зразок виявився опудалом великонога австралійського (M. reinwardt). Тому пріоритетною стала наукова назва Megapodius decollatus, яку у 1878 році дав Еміль Устале.

## Поширення
Вид поширений в Новій Гвінеї. Живе у тропічних і субтропічних дощових лісах на півночі острова.

## Опис
Птах середнього розміру, завдовжки до 33-35 см.